# Birgitte Cathrine Hansen
Birgitte Cathrine Hansen (født 23. september 1735, død 31. januar 1765) var datter af generalkrigskommisær Stephen Hansen og Dorothea Sophie Rafn. Boede i Helsingør i faderens rokokopalæ. Hun blev gift med handelsmanden Jean Christopher van Deurs omkring 1758, og i de kommende år husede ejendommen både familien og handelsfirmaet Van Deurs. Hun blev begravet 12. februar 1765 i Sct. Maria kirke i Helsingør.  
De fik sammen børnene:
- Frederiche Dorothea van Deurs (31. december 1759 – før 1762)
- Stephan Arend Van Deurs (født 1761)
- Frederiche Dorothea van Deurs (født 1762)
- Jacob Frederik van Deurs (4. januar 1764 – 29. juli 1851 i Frydendal sogn)
- Charlotte Sophie van Deurs (født 1767)